# PAW Patrol
PAW Patrol (PAW Patrol: Patrulla de Cachorros en Hispanoamérica y La Patrulla Canina en España) es una serie de televisión animada canadiense creada por Keith Chapman (que también ha creado Bob el constructor) y producida por Guru Studio. La serie se estrenó el 12 de agosto de 2013 en Nickelodeon (en Estados Unidos) y en TVOntario (Canadá) el 27 de agosto de 2013. El show está producido por Spin Master Entertainment en asociación con TVOntario. El 14 de noviembre de 2013, Nickelodeon anunció que PAW Patrol había sido renovada para una segunda temporada que comenzó a transmitirse el 13 de agosto de 2014. Con 26 episodios, igual que las tres anteriores, el 6 de febrero de 2017, inició en EE. UU. la transmisión de la cuarta temporada. El tema musical que suena al comienzo de cada episodio, en su versión original, está escrito por Gabriel Cienfuegos y Lirio  Cienfuegos, cantado por Scott Simons.[cita requerida]

## Sinopsis
PAW Patrol es una serie animada de aventura y comedia protagonizada por un grupo de cachorros: Marshall, Rubble, Chase, Rocky, Zuma, Skye, Everest (incorporada en la temporada 2), Tracker (incorporado en la temporada 3), Ella y Tuck (incorporados en los Mighty Pups Super Paws), Rex (incorporado en la temporada 7), Al (incorporado en la temporada 9) y Roxi (incorporada en la temporada 10) que son dirigidos por un chico experto en tecnología de 10 años, llamado Ryder. Con una mezcla única de habilidades para resolver problemas, vehículos geniales y un montón de humor de los lindos perritos, los PAW Patrol trabajan conjuntamente en misiones de rescate de alto riesgo para proteger a la comunidad de Bahía Aventura.
Cada cachorro tiene una personalidad única y aporta una habilidad distinta al equipo. Son un ejemplo de la importancia del trabajo en equipo y la buena ciudadanía. Todos ellos tienen mochilas especiales en sus espaldas para ayudar a manejar cualquier cosa - de rescatar gatitos a salvar a humanos, un tren de un deslizamiento de rocas, etc. - Y no importa lo grande que sea la aventura, los PAW Patrol siempre estarán ahí, salvándonos.

## Personajes

### El grupo PAW Patrol
- Ryder (Owen Mason/ Elijha Hammill/ Jaxon Mercey/ Joey Nijem/ Beckett Hipkiss/ Kai Harris):

Es un chico de 10 años, experto en todo tipo de tecnología, es muy inteligente y es el líder de los PAW Patrol. Sus capacidades de liderazgo son excelentes ya que actúa siempre a tiempo y con ideas muy innovadoras para resolver la situación en la que se encuentra. Cuando recibe una llamada de emergencia, llama y conduce a los cachorros en misiones para ayudar a los ciudadanos de Bahía Aventura. Cuando el meteorito cae en Bahía Aventura, descubre que este le da superpoderes a los cachorros, por lo que decide salvaguardarlo en la torre para evitar que los villanos como Harold Humdinger, Ladybird y Copycat, lo usen para sus planes.
- Chase (Tristán Samuel/ Max Calinescu/ Justin Paul Kelly):

Es un cachorro de 7 años y de raza pastor alemán. Es un perrito policía, espía, por lo que sus deberes se enfocan en proteger a los ciudadanos, controlar el tránsito y buscar objetos perdidos. Junto a Skye es uno de los cachorros más convocados a las misiones. Es el más maduro y serio en las misiones, siendo el líder en la mayoría de ellas, pero también tiene un aspecto juguetón cuando no hay misiones. Su olfato está muy desarrollado y le tiene miedo a los dentistas y es alérgico a los gatos. Su mighty poder es la súpervelocidad y su poder recargado es un ladrido sónico. A partir de PAW Patrol: The Movie, Chase se ha convertido en una de las dos mascotas (junto con Marshall) de Spin Master y aparece en su logotipo de producción.
- Marshall (Gage Munroe/ Drew Davis/ Lukas Engel/ Kingsley Marshall/ Christian Corrao):

Es un cachorro de 6 años y de raza dálmata. Desempeña el papel de bombero, así como de cachorro médico, por lo que sus deberes se enfocan en sanar heridos, apagar incendios, rescatar a personas de sitios elevados y controlar el estado de salud de cualquier persona. Es muy divertido con frecuencia, pero lo que resalta de él es su torpeza, que casi nunca es un impedimento para realizar su labor. Tiene miedo a volar. También es muy amable, especialmente con las aves. Su mighty poder es generar calor con sus patas y su poder recargado es un supersalto. A partir de PAW Patrol: The Movie, Marshall se convirtió en la otra mascota de Spin Master y aparece en su logotipo de producción.
- Rubble (Devan Cohen/ Keegan Hedley/ Lucien Duncan-Reid):

Es un cachorro de 5 años bulldog inglés. Se dedica a la construcción, por lo que sus deberes se enfocan en construir estructuras, demolerlas y usar muchos tipos de maquinarias. Es el último miembro en entrar a la patrulla (antes de Everest). Le tiene miedo a las arañas, a los fantasmas y a la oscuridad. Es bastante juguetón, glotón  y le encanta reír. También tiene mucha imaginación y creatividad, lo que le permite más eficacia. Su mighty poder es la super fuerza, su poder recargado es "convertirse" en una bola que rueda y tiene mucha fuerza.
- Rocky (Stuart Ralston/ Samuel Faraci/ Jackson Reid):

Es un cachorro mestizo de 6 años (posiblemente mezcla de schnauzer con terrier escocés o de border collie con pastor australiano), especializado en reciclaje, por lo que sus deberes se enfocan en recoger las cosas para volverlas a utilizar y reciclarlas; también posee un kit de herramientas para poder arreglar ciertas cosas. Su vehículo posee gran cantidad de materiales útiles para las misiones. Le tiene un gran miedo al agua y trata de alejarse de lugares húmedos, aunque Marshall siempre lo está mojando. También es muy juguetón, al igual que los demás cachorros. Su poder mighty es crear herramientas de poder con sus patas para reparar cosas y su poder recargado es tener visión de rayos X.
- Zuma (Emily Thorne/ Carter Thorne/ Shayle Simons/ Jordan Mazeral):

Es un cachorro  labrador de 5 años especializado en rescate acuáticos; por lo que sus deberes se enfocan en navegar el océano con su aerodeslizador o superficies acuosas como lagos. Zuma también se dedica al buceo por lo que puede investigar bajo el agua y usar herramientas de rastreo (como sonares). Le encanta reír y el surf, aunque se le ve tranquilo y relajado. Él y Rocky son buenos amigos a pesar de que Rocky le tenga miedo al agua. Él y Skye son muy competitivos. Su mighty poder es lanzar chorros de agua con sus patas y su poder recargado es una burbuja poderosa.
- Skye (Kallan Holley/ Lilly Bartlam):

Es una cocker spaniel, el primer personaje femenino de los cachorros hasta la llegada de Everest. Tiene 5 años. Ama volar y posee un helicóptero; por lo que sus deberes se enfocan en sobrevolar el aire, además su vehículo tiene un gancho que le permite agarrar cosas. Junto con Chase, es una de los cachorros más convocados a las misiones. Suele manifestar su alegría dando una volteretas. Le tiene miedo a las águilas. Su mejor amiga es Everest. Entre ella y Zuma tienen cierta competitividad. Su mighty poder es un torbellino que le ayuda a volar y hacer volar cosas, su poder recargado es controlar el clima.
- Capitán Turbot (Ron Pardo):

Es un miembro ocasional del equipo en los episodios especiales con las sirenas-can. Trabaja como traductor de animales para el equipo, y es su fuente de información sobre la vida silvestre en la bahía. Es un científico especializado en biología marina. El capitán habla con aliteraciones la mayoría de las veces. A menudo comparte investigaciones con su primo François Turbot.
- Everest (Berkley Silverman):

Es una cachorra husky que debutó en la 2ª temporada después de rescatar a Jake y tiene 7 años. Cumple la función de Protectora de la montaña de nieve; sus deberes se enfocan en rescatar a personas de nieve, protección de lugares nevados y rescate de animales. Su mejor amiga es Skye. Es entusiasta, muy movida y juguetona es relajada y adora ser feliz. Es muy buena amiga de Jake, al que abraza y lame mucho. Su mighty poder es un aliento de hielo. Todavía no se ha visto su poder recargado.
- Tracker (David López/ Mateo Carnovale):

Es un chihuahua de color Marrón con 4 años de edad que aparece a partir de la tercera temporada. Junto a su vehículo Jeep, se encarga de la sabana y los bosques. Sus deberes se enfocan en ser Guardabosques y su labor se facilita gracias a su herramienta principal: unos cables para transportarse. Tiene un oído y un olfato muy agudos, lo cual le permite sentir peligros o llamadas a distancia. Además de sus sentidos agudizados, también es bilingüe ya que domina el inglés y el español, lo cual utiliza para comunicarse con los demás. Le tiene miedo a la oscuridad. Nunca ha salido en los episodios de los mighty pups, por lo que no se conoce su poder.
- Tuck (Eamon Hanson/Roman Pesino):

Cachorro perteneciente a los Mighty Pups, junto a su gemela Ella. Su mighty poder es poder encogerse hasta tamaños minúsculos, con lo cual puede infiltrarse en zonas ocultas o esconderse.
Es aliado de los Paw Patrol tras el incidente del meteorito que cayó en Bahía Aventura; además persigue a Ladybird por el mundo.
- Ella (Isabella Leo):

Cachorra perteneciente a los Mighty Pups, junto a su gemelo Tuck. Su mighty poder es poder aumentar de tamaño considerablemente con lo cual puede destruir estructuras o asustar a los villanos. Es aliado de los Paw Patrol después del incidente del meteorito que cayó en Bahía Aventura; además persigue a Ladybird por el mundo.
- Perrobot:

Es un perro robot, fue construido por Ryder con la ayuda de Rocky y es el conductor del PAW Patroller, el piloto del Air Patroller y capitán del Sea Patroller. Aparece por primera vez en “Salvemos el robot de Ryder”.
- Rex (Luxton Handspiker/Hartley Bernier):

Es un boyero de Berna con una personalidad muy dulce. Su propósito primario es ayudar a los dinosaurios y a los Paw Patrol en sus misiones de Dino Rescate.

### Personajes secundarios
- Alcaldesa Goodway (Deann Degruijter/Kim Roberts):

Es la alcaldesa de Bahía Aventura. Su familia siempre ha ocupado el cargo de Bahía Aventura ya que su tatarabuelo, Grover Goodway, fue el primer alcalde de Bahía Aventura. Su mascota es Gallileta, una gallina con tendencia a meterse en problemas.
- Gallileta (Chickaletta en España):

Es la gallina favorita de la alcaldesa Goodway. Tiene un brazalete en una de sus patas. Tiende a meterse en problemas y a picotear lo que encuentra  
- François Turbot (Peter Cugno):

Es un fotógrafo francés y el primo del Capitán Turbot. Él es también un acróbata experto que es un equilibrista y un gran jugador de voleibol. Suele estar compitiendo con su primo.
- Gerard (Jeremy en España) (CJ Dube):

Es un genio. Apareció en el episodio "Los cachorros encuentran al genio". Es un invento de la imaginación de Rubble desde que el episodio fue uno de sus sueños.
- Katie (Katherine Forrester):

Es una niña que trabaja en la clínica local de veterinaria. Tiene una gata llamada Cali. Es amable, cariñosa y atenta. Está enamorada de Ryder.
- Cali (Julie Lemieux):

Es una gata, mascota de Katie. Tiene un gran apetito y puede ocasionar muchos problemas.
- Señor Porter (Blair Williams):

Es dueño de un restaurante de Bahía Aventura, abuelo de Alex. Es bueno, amoroso, sabio y cuidadoso hacia los demás, especialmente con Alex.
- Alex Porter (Christian Distefano/Wyatt White/Simon Webster):

Es un niño de 5 o 6 años, nieto del Sr. Porter, muy travieso e impaciente. Al igual que Marshall, es algo torpe. Es como un hermano pequeño para Ryder y Katie.
- Julius y Justina Goodway: (Addison Holley/Holly Gorski/Sage Arrindell como Justina/ Moses Rankine/Justice James como Julius):

Son dos hermanos mellizos, que son los hijos de Gustavo y los sobrinos de la alcaldesa Goodway. Son los mejores amigos de Alex y siempre juega con ellos.
- Jake (Scott McCord):

Es un joven de alrededor de 20 años, acompañante de Everest. Es el dueño de Snowboard Resort. Le encanta el snowboard y siempre está feliz.
- Raimundo (Juan Chioran):

Es el maestro de ceremonias del circo. Tiene animales como elefantes (Eunice y Ellie), un león (Leo), e hipopótamos (Daisy y los hipopótamos bebés).
- Princesa/Reina de Ladriburgo(Caoimhe Judd):

Es una chica que gobierna el reino de Ladriburgo, junto con el conde de Ladriburgo. Es muy alegre y valiente, ella ve el lado positivo de las cosas. Su mascota real es Sweetie a quien quiere mucho, aunque ella no se de cuenta de sus planes malvados. Su cachorro favorito de los Paw Patrol es Chase.
- Danny/Osado Danny X (Daniel DeSanto/Jonathan Malen):

Es un niño de 10 años cuya primera aparición fue en "Los cachorros salvan al osado Danny X". Él se enfrenta a Ryder en el día de los deportes. Los cachorros tendrán al final del capítulo que ayudarle y rescatarlo, y Danny les agradece mucho haberle ayudado. A partir de ese momento se convierte en el cartero "extremo" de Bahía Aventura. Tiende a meterse en problemas al hacer sus acrobacias. 
- El maquinista del tren(Ron Pardo):

Es un hombre que dirige y opera el tren que pasa por Bahía Aventura. Trabaja en la estación de trenes.
- Granjera Yumi (Hiromi Okuyama/Stephany Seki):

Es una granjera de Bahía Aventura. Está casada con el granjero Al. Tiene cultivos como zanahorias, manzanas y calabazas.
- Granjero Al (Ron Pardo):

Es un granjero con ovejas, está casado con la granjera Yumi, Chase es su perro pastor.
- Carlos (Lucius Hoyos/Jaiden Cannatelli/Diego Rieger/Lucas Miranda):

Es un niño de 10 años, amigo de Ryder al que le encanta buscar nuevas aventuras en la selva. Allí él vive con la mona Mandy, y después, también con Tracker.
- Ace Sorensen (Julliana Paul/Megan Fahlenbock/Isis Moore):

Es una chica pilota que fue salvada por Skye en su primera aparición, "El rescate de Ace". Tiene una avioneta llamada Amelia.
- Sra. Marjorie (Ellen-Ray Hennesy/Rosemary Dunsmore):

Es una anciana que reside en Bahía Aventura. Apareció en el capítulo "Los Cachorros salvan el Día de la Amistad". Rubble y Marshall entraron a una casa desconocida hasta que apareció. Ella lleva sus lentes y tiene un bastón, actualmente tiene un mapache.

### Villanos
- Alcalde Humdinger (Ron Pardo):

Es el villano principal de la serie, Alcalde de Fondo Nuboso (Ciudad Niebla, en España). Es el enemigo de la alcaldesa Goodway, y apareció por primera vez en el capítulo " los cachorros salvan la carrera de alcaldes". Es vanidoso, egoísta, ególatra y no se arrepiente de sus maldades; sus planes son maquiavélicos y no le importa herir los sentimientos de las personas con tal de lograrlos. Aunque sus planes son frustrados por los Paw Patrol, su objetivo es deshacerse de ellos con ayuda de sus gatitos, que imitan a La Patrulla. Desde que el meteorito cayó en Bahía Aventura, está buscando fragmentos del mismo para obtener poderes; pero tiene que lidiar con las maldades de su sobrino Harold.
- Gatitos desastrosos (Gatitos catastróficos en España):

Son un grupo de seis gatitos que son dirigidos por el alcalde Humdinger, el rival de la alcaldesa Goodway. Estos gatos se visten como los cachorros de PAW Patrol y les hacen la vida imposible intentando hacer trampas, y entorpeciendo sus labores de rescate. Aparecieron por primera vez en "Los cachorros y los gatitos traviesos". Cuando el meteorito cae en Bahía Aventura, ellos también pueden tener superpoderes (que son semejantes a los Paw Patrol) siempre y cuando Harold Humdinger tenga un fragmento en su poder.
- Sweetie (Anya Cooke):

Principal villana de las Misiones PAW, es una cachorra y mascota de la princesa de Ladriburgo. Al igual que los Paw Patrol, tiene un traje especial con lo cual realiza sus acciones y también poder comunicarse con Ryder. Su vehículo es un automóvil que puede transformarse en helicóptero. Mayormente sus objetivos se basan en robar objetos de la realeza y tener ansías de poder en Ladriburgo. Puede ser más inteligente que todos los Paw Patrol juntos, pero su inteligencia se desvanece al estar bajo presión o cuando es perseguida.
- Sid Swashbuckle (Charles Vandervaart):

Joven pirata de los mares, antagonista principal de los Sea Patrol. Quiere tener el dominio de todo el océano y obtener todos los tesoros que posean los demás, inclusive robándolos o proclamándolos suyos. Su compañero es Arrby, su cachorro leal. Los Sea Patrol siempre lo tienen en la mira y frustran sus planes.
- Arrby (Meesha Contreras):

Cachorro acompañante del pirata Sid. Es el consejero de Sid en situaciones diversas y ayudante de barco en sus tiempos libres. No es tan malvado como Sid ya que tiene un lado amable y juguetón, pero sigue las órdenes del mismo a como dé lugar. Siempre se dirige a Sid como su "Capitán jefe señor Sid señor".
- Harold Humdinger (Chance Hurstfield):

Sobrino malvado del alcalde Humdinger y villano principal de los Mighty Pups. Obtiene un fragmento del meteorito y lo engarza en su traje avanzado, el cual le da poderes telepáticos y la capacidad de construir cualquier tipo de estructura con solo mover sus manos; además puede darles poderes a los Gatitos desastrosos. Su objetivo malvado es dominar Bahía Aventura y Fondo Nuboso y tenerlas a su merced. Es más malvado que el alcalde Humdinger y siempre están peleando por los poderes del meteorito. Fue derrotado por los PAW Patrol, pero jura venganza.
- Ladybird (Bryn McAuley):

Una de las villanas de los Mighty Pups. Es experta en espionaje y detección. Con su traje avanzado e imbuido del poder del meteorito puede volar y elevarse a su antojo. Siente una obsesiva atracción por los objetos brillantes y de gran tamaño, siendo esos sus objetivos malvados. Es perseguida por Tuck y Ella, además de los PAW Patrol y sus planes son siempre frustrados por estos.
- Copycat, el Imitador (Callum Shoniker):

Uno de los villanos de los Mighty Pups, mascota de la reportera Hailey Dailey. Cuando entró en contacto con el meteorito, este le dio la capacidad para hablar y el poder de la imitación. Busca llamar la atención de toda Bahía Aventura sin importar si realiza daños a la ciudad, también es muy ambicioso y egoísta. En el capítulo de su debut se alió con el alcalde Humdinger y sus gatitos desastrosos. Los Mighty Pups logran derrotarlo, pero parece que volverá a por más.
- La Chita (Addison Holley)

Tal como su primo, el alcalde Humdinger, la Chita es malvada y tramposa en sus carreras. Es muy competitiva y va ha hacer cualquier trampa para ganar, como robar las partes de los carros de los demás corredores para hacer su carro mejor.
- Pandilla Ruff-Ruff (Julian Crispo/Kyle Hodgson como Hubcap,Osias Reid/Levi Dombokah como Dwayne y Madison Abbott como Gasket)

Son un grupo de tres cachorros malvados motociclistas que causan problemas en Bahía Aventura. Su mayor enemigo es Wild, el primer gato miembro de los PAW Patrol.
- El Duque de Flappington (Ashton Frank)

Se unió con Sweetie, prometiendo hacerla reina, solo para engañarla y usar unas gemas para llevar al cielo varios edificios de Ladriburgo. Tiene un águila mascota llamado Jean-Claude.

## Episodios
| Temporada | Temporada                    | Segmentos                    | Episodios                    | Episodios                    | Emisión original         | Emisión original         |
| Temporada | Temporada                    | Segmentos                    | Episodios                    | Episodios                    | Primera emisión          | Última emisión           |
| --------- | ---------------------------- | ---------------------------- | ---------------------------- | ---------------------------- | ------------------------ | ------------------------ |
|           | 1                            | 48                           | 26                           | 26                           | 12 de agosto de 2013     | 13 de agosto de 2014     |
|           | 2                            | 48                           | 26                           | 26                           | 18 de agosto de 2014     | 20 de 112015             |
|           | 3                            | 48                           | 26                           | 26                           | 4 de diciembre de 2015   | 26 de enero de 2017      |
|           | 4                            | 47                           | 26                           | 26                           | 6 de febrero de 2017     | 6 de febrero de 2018     |
|           | 5                            | 47                           | 26                           | 26                           | 8 de marzo de 2018       | 25 de enero de 2019      |
|           | 6                            | 49                           | 26                           | 26                           | 22 de febrero de 2019    | 27 de marzo de 2020      |
|           | 7                            | 45                           | 26                           | 26                           | 4 de noviembre de 2020   | 7 de mayo de 2021        |
|           | 8                            | 45                           | 24                           | 24                           | 2 de abril de 2021       | 3 de junio de 2022       |
|           | PAW Patrol: The Mighty Movie | PAW Patrol: The Mighty Movie | PAW Patrol: The Mighty Movie | PAW Patrol: The Mighty Movie | 29 de septiembre de 2024 | 29 de septiembre de 2024 |
|           | 9                            | 46                           | 26                           | 26                           | 25 de marzo de 2022      | 31 de julio de 2023      |
|           | 10                           | TBA                          | 26                           | 26                           | 18 de septiembre de 2023 | —                        |

}}

## Películas
| —PAW Patrol: The Movie        | Cal Brunker | Bob Barlen, Cal Brunker y Billy Frolick | 20 de agosto de 2021     |
| Secuela                       |             |                                         |                          |
| —PAW Patrol: The Mighty Movie | Cal Brunker | Bob Barlen, Cal Brunker y Shane Morris  | 29 de septiembre de 2023 |